# Frederik Samuelsen
Frederik Ferdinand Samuelsen (født 12. april 1865 i Sundbyvester ved København, død 9. maj 1929 i Salt Lake City, Utah, USA) var en dansk smed, fagforeningsmand og socialdemokratisk politiker som var medlem af Århus Byråd og Folketinget. Han var et fremtrædende medlem af Jesu Kristi Kirke af Sidste Dages Hellige (mormon-kirken) og udvandrede i 1919 til Salt Lake City i USA efter at være kommet i politisk modvind.

## Liv og levned
Samuelsen blev født i Sundbyvester i 1865. Han var uddannet klejnsmed og fik arbejde som maskinarbejder ved DSB i Aarhus. Han flyttede til Århus i 1889. I 1890 blev han gift med Marie Mariane Florentine Jensen (født 1865). De fik i alt 5 børn. I 1892 konvertede ægteparret til mormonisme. Samuelsen blev udnævnt til ældste i 1893, og han havde en ledende rolle i menigheden i Århus, indtil familien i maj 1919 emigrerede til Salt Lake City hvor Samuelsen blev højpræst i 1920. Samuelsen døde i Salt Lake City i 1929.

## Foreningsarbejde og politik
Samuelsen var næstformand i Smede- og Maskinarbejdernes Fagforening i Århus fra 1891 til 1897 og formand fra 1897. I 1897 blev han også medlem af De samvirkende Fagforeningers forretningsudvalg i Århud, og i 1898 medlem af repræsentantskabet i De samvirkende Fagforbund. Han blev medlem af amtskredsbestyrelsen for Nationalforeningen til Tuberkulosens Bekæmpelse og bestyrelsen for Arbejder Spare- og Lånekassen for Aarhus og Omegn.
I 1900 blev han valgt til byrådet i Århus Kommune for socialdemokratiet. Han blev valgt uden afstemning til Folketinget i Aarhus Amts 3. valgkreds ved et suppleringsvalg i kredsen 30. oktober 1906. Valgkredsen, kaldet Aarhus søndre Kreds, dækkede den sydlige del af Århus købstad og nogle sognekommuner syd for Århus.

## Politisk modvind og emigration
Han var vellidt og beholdt sine politiske poster til han i 1917 anonymt skulle have sendt et misvisende referat fra et møde i Socialdemokratiet til de borgerlige aviser i Århus. Sagen fik ham til at trække sig fra sine politiske poster og melde sig ud af Socialdemokratiet i maj 1917 samt at bestemme sig til at emigrere til Amerika hvor to af hans døtre allerede boede. Århus Byråd godkendte Samuelsens udtræden på et møde 31. maj 1917, og Samuelsen trak sig formentligt fra Folketinget i forbindelse med Folketingsvalget den 22. april 1918.
Afrejsen var oprindeligt fastsat til at ske 25. april 1918 men blev forsinket på grund af manglende indrejsetilladelse til USA. Samuelsen forlod Danmark med sin famile på damperen Frederik VIII 1. maj 1919.